# أمايا جاستامينزا
أمايا جاستامينزا (بالإسبانية: Amaya Gastaminza)‏ مواليد 27 فبراير 1991 في بنبلونة، هي لاعبة كرة سلة إسبانية. تلعب في الدوري الإسباني لكرة السلة للسيدات. لعبت مع نادي أفينيدا لكرة السلة للسيدات وبينارول دي مار ديل بلاتا.